# Swinging London

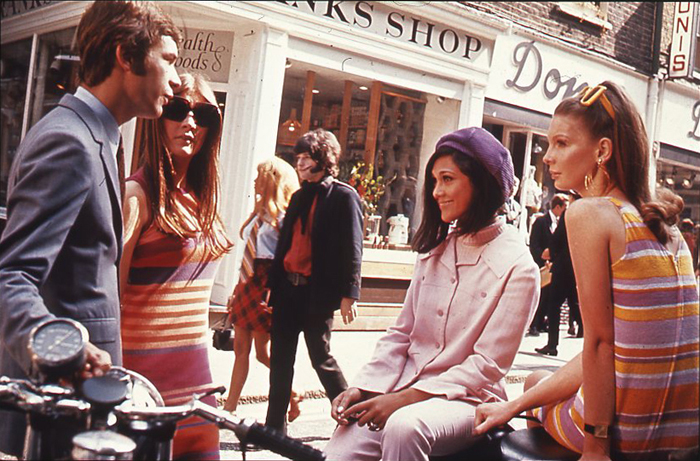
Swinging Londons centrum: Carnaby Street, cirka 1966

Swinging London är en allomfattande term som syftar till det mode och den kulturella scen som uppkom i London i slutet av 1960-talet.
Det var ett fenomen som framhöll det unga, det nya och moderna. Det var en period av optimism, hedonism och kulturell revolution. En av katalysatorerna var uppgången i den brittiska ekonomin efter den hårda tid som rådde i Storbritannien efter andra världskriget och som hållit sig under stora delar av 1950-talet. 
Även om The Beatles kom från Liverpool, så var The Rolling Stones och resten av den nya kulturen baserad i London. De flesta nya modedesigners, modeller och fotografer var unga och höll till i en begränsad del av London, främst kring Carnaby Street, W1. och området kring King's Road i  Chelsea.
1. ↑  ”What London looked like in the Swinging Sixties” (på amerikansk engelska). www.cnn.com. https://www.cnn.com/interactive/2019/02/style/london-sixties-cnnphotos/. Läst 17 augusti 2025.
2. ↑  Dylan Jones (22 augusti 2020). ”London swings: How Britain invented the Sixties” (på brittisk engelska). British GQ. https://www.gq-magazine.co.uk/culture/article/britain-swinging-sixties. Läst 17 augusti 2025.